# 다카기 센
다카기 센(일본어: 高木 践, 2002년 3월 14일~)는 일본의 축구 선수이다.

## 구단 경력
그는 2023년 J2리그의 시미즈 에스펄스에 입단했다. 2024년 J2리그 우승으로 J1리그로 승격했다.